# Emmen (Svizzera)
Emmen (toponimo tedesco) è un comune svizzero di 31 573 abitanti del Canton Lucerna, nel distretto di Hochdorf; ha il titolo di città.

## Geografia fisica
Emmen sorge presso la confluenza tra la Kleine Emme e la Reuss.

## Storia
Nel 1803 inglobò il comune soppresso di Rottertswil.

### Simboli
Lo stemma è documentato dal XV secolo.

## Monumenti e luoghi d'interesse

### Architetture religiose
- Chiesa parrocchiale cattolica di San Maurizio, attestata dal 1291 e ricostruita nel 1828-1831[3];
- Chiesa co-parrocchiale cattolica, eretta nel 1912-1915[3];
- Chiesa cattolica, eretta nel 1971[3];
- Chiesa riformata di Emmen[3].

### Architetture civili
- Tenuta di Holzhof, costruita nel 1758 dai Sonnenberg[3];
- Tenuta di Herdschwand[3].

## Società

### Evoluzione demografica
L'evoluzione demografica è riportata nella seguente tabella:
Abitanti censiti

## Geografia antropica
Il comune fa parte dell'area metropolitana di Lucerna.

### Frazioni
Le frazioni di Emmen sono:
- Emmenbrücke[8]
  - Emmenbaum
  - Emmenweid
  - Gerliswil[9]
- Rottertswil[4]

## Economia
L'economia locale si basa prevalentemente sui settori secondario e terziario.

## Infrastrutture e trasporti

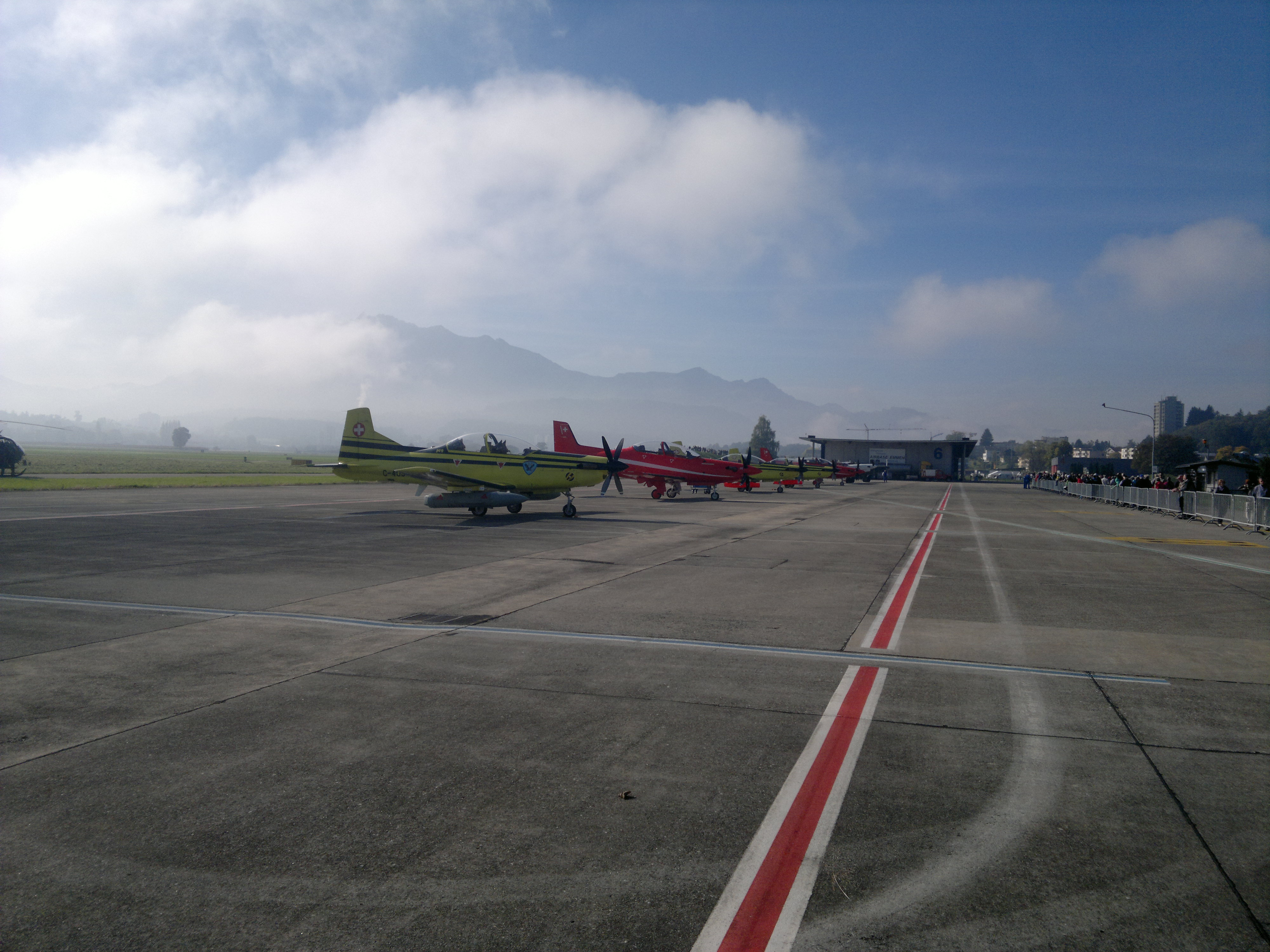
L'aeroporto militare di Emmen

Emmen è servita dalle uscite autostradali di Emmen nord, sulla A2/E35, e di Emmen sud, sulla A2/E35 e A14.
Il territorio comunale è attraversato dalla ferrovia Olten-Lucerna di cui lo scalo di Emmenbrücke fu capolinea per i primi tre anni di attività della linea, tra il 1856 e il 1859. Da Emmenbrücke si dirama la ferrovia per Lenzburg.
Nel territorio sono presenti altre stazioni e fermate ferroviarie:
- la fermata di Emmenbrücke Gersag, sul tratto in comune a entrambe le linee
- la fermata di Emmenbrücke Kapf, sulla linea per Olten
- la stazione di Waldibrücke, sulla linea per Lenzburg.

Emmen fa parte della rete autofiloviaria di Lucerna ed è servita dalle filovie 2 e 5.
Nell'aeroporto militare di Emmen ha sede la Patrouille Suisse.